# سی.ای. پارسونز اند کمپانی
سی. ای. پارسونز اند کمپانی (به انگلیسی: C. A. Parsons and Company) یک شرکت بریتانیایی مهندسی در تاینساید، انگلستان بود که بعنوان اولین شرکت تولید کننده توربین بخار معروف بود.
این شرکت در سال ۱۸۸۹ توسط چارلز الگرنون پارسونز تاسیس شد، در سال ۱۹۶۸ با شرکت بریتانیایی Clarke Chapman و در سال ۱۹۷۷ با شرکت Northern Engineering Industries ادغام گشت در سال ۱۹۸۹ قسمتی از شرکت رولز-رویس پی‌ال‌سی گردید و نهایتاً توسط شرکت زیمنس خریداری گردید.

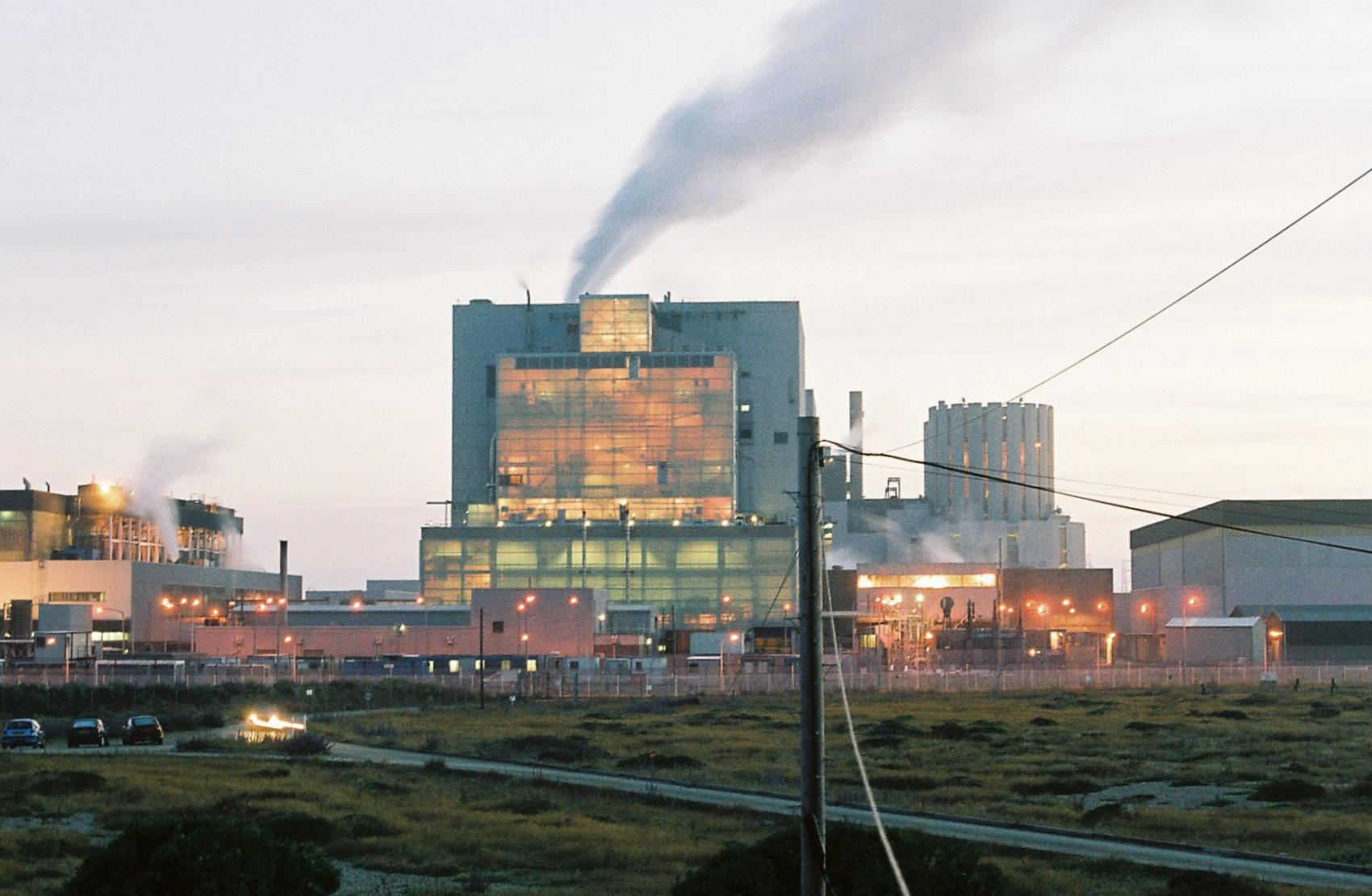
نیروگاه Dungeness که از توربین‌های پارسونز استفاده می‌کند.